# Karim Ouellet
Karim Ouellet (Dakar, 8 de diciembre de 1984-Quebec, 17 de enero de 2022) fue un cantautor y músico canadiense. Ganó un premio Juno en 2014 por su álbum Fox.

## Primeros años
Ouellet nació en Dakar, Senegal, el 8 de diciembre de 1984. Fue adoptado por diplomáticos canadienses a la edad de un año. Vivió en Francia, Ruanda y Túnez, antes de que su familia regresara a vivir a la ciudad de Quebec, cuando tenía 15 años. Durante su infancia, Ouellet aprendió a tocar el piano, la percusión y la guitarra, y compuso su primera canción cuando tenía siete años. Luego tomó la guitarra eléctrica cuando era adolescente por recomendación de un amigo y comenzó a tocar con bandas locales. Alrededor de 2005, conoció a Claude Bégin, quien más tarde coescribió la letra y la música de los primeros tres álbumes de Ouellet.

## Carrera
Lanzó su álbum debut, Plume, en 2011, y obtuvo el segundo lugar en la competencia Francouvertes de ese año. Realizó numerosas giras, incluidas apariciones en los festivales Francofolies de La Rochelle, Osheaga y SXSW.
Lanzó Fox en noviembre de 2012. Obtuvo tres nominaciones en los Premios Félix en 2013, incluyendo Mejor Cantante Masculino, Mejor Sencillo por "L'Amour" y Álbum Pop del Año. También fue designado como mejor artista nuevo por Radio-Canada ese año. Fox ganó el premio Juno al álbum francófono del año en los premios Juno de 2014.
Si bien la propia música de Ouellet sigue un estilo folk-pop con algunas influencias del reggae y la música africana, también fue colaborador frecuente de varios grupos de hip hop, incluidos CEA y Movèzerbe.
El tercer álbum de Ouellet, Trente, fue lanzado en marzo de 2016. Siguió más tarde ese mismo año con Aikido, un miniálbum gratuito descargable.

## Vida personal
La hermana de Ouellet, Sarahmée, también es música. Se desempeñó como portavoz en francés del Mes de la Historia Negra en Canadá de 2018.
Fue encontrado muerto la noche del 17 de enero de 2022 en el estudio L'Unisson en el barrio Saint-Roch de la ciudad de Quebec. La causa de la muerte fue  investigada por la oficina del médico forense municipal. Si bien la policía local descartó un crimen, su muerte provocó una investigación por parte de la oficina del forense municipal. Según los informes, estaba trabajando en su cuarto álbum en ese momento. El informe del forense indicó que Ouellet había muerto dos meses completos antes de que se encontrara su cuerpo, el 15 de noviembre de 2021, y dictaminó que su causa de muerte fue la cetoacidosis diabética.

## Discografía

### Álbumes
| Año  | Título | Nota         |
| ---- | ------ | ------------ |
| 2011 | Plume  | 13 canciones |
| 2012 | Fox    | 10 canciones |
| 2016 | Trente | 11 canciones |

## Premios y nominaciones
| Año  | Premio        | Categoría                                | Nominado por                 | Resultado |
| ---- | ------------- | ---------------------------------------- | ---------------------------- | --------- |
| 2013 | Premios Félix | Álbum del año (elección de los críticos) | Fox                          | Nominado  |
| 2013 | Premios Félix | Álbum del año (pop)                      | Fox                          | Nominado  |
| 2013 | Premios Félix | Canción popular del año                  | L'amour                      | Nominado  |
| 2013 | Premios Félix | Productor discográfico del año           | Fox (junto con Claude Bégin) | Nominado  |
| 2013 | Premios Félix | Artista masculino del año                |                              | Nominado  |
| 2014 | Premios Félix | Artista quebequense del año              | Nominado                     |           |
| 2014 | Premios Félix | Canción del año                          | Marie-Jo                     | Nominado  |
| 2014 | Premios Juno  | Álbum en francés del año                 | Fox                          | Ganador   |
| 2016 | Premios Félix | Álbum del año (pop)                      | Trente                       | Nominado  |
| 2017 | Premios Juno  | Álbum en francés del año                 | Trente                       | Nominado  |